# 9 км (зупинний пункт, Донецька дирекція, Сніжне)
9 кіломе́тр — пасажирська зупинна залізнична платформа Донецької дирекції Донецької залізниці.
Розташована на заході смт Сєверне, Сніжнянська міська рада, Донецької області на лінії Торез — Безчинська між станціями Дронове (5 км) та Мочалинський (3 км).
Через військову агресію Росії на сході України транспортне сполучення припинене, хоча до війни ходило декілька пар поїздів з Іловайська на Дебальцеве із заїздом у Софіно-Брідську.